# Euxoa kotzschi
Euxoa kotzschi är en fjärilsart som beskrevs av Max Wilhelm Karl Draudt 1937. Euxoa kotzschi ingår i släktet Euxoa och familjen nattflyn. Inga underarter finns listade i Catalogue of Life.